# トリーフェンシュタイン
トリーフェンシュタイン ( Triefenstein) はドイツ連邦共和国バイエルン州ウンターフランケン行政管区のマイン＝シュペッサルト郡に属す市場町である。

## 地理

### 位置
トリーフェンシュタインは、マイン＝シュペッサルト郡の南端、マインフィーアエック内に位置している。町内の最高地点は、トリーフェンシュタインの南、連邦道 B8号線沿いのフザーレンベルクの海抜 303 m、最低地点はマイン川沿いの海抜 138 m である。

### 地質学/土壌
マイン川右岸は、砂岩の上に肥沃な黄土の土壌が広がる。マイン川左岸はウンターフランケン・ケスタの2番目の層であるムシェルカルクが始まる。土壌の性質の違いはそれぞれの土地の利用方法に反映されている。マイン川右岸では主に農耕が行われ、マイン川左岸はブドウ栽培に利用されている。また、セメント工場が100年以上前から石灰岩を切り出している。

### 自治体の構成
この町は、公式に名前のついた5つのゲマインデタイル（地区）と4つのゲマルクング（伝統的な地籍区分、1978年4月30日まではそれぞれ独立した町村であった）に分けられる。
| 旧町村                     | 面積 (ha) | 人口 （2017年12月31日現在） | 概要                                             |
| -------------------------- | --------- | --------------------------- | ------------------------------------------------ |
| トレンフェルト             | 960       | 1,107                       | トリーフェンシュタイン修道院を含む。マイン川左岸 |
| レングフルト               | 567       | 1,719                       | 行政機関の所在地。北東部。マイン川右岸           |
| レッタースハイム           | 355       | 555                         | トレンフェルトの西側                             |
| ホムブルク・アム・マイン   | 661       | 1,307                       | 旧市場町。南東部。マイン川右岸                   |
| トリーフェンシュタイン合計 | 2,543     | 4,688                       | 現在の町域                                       |

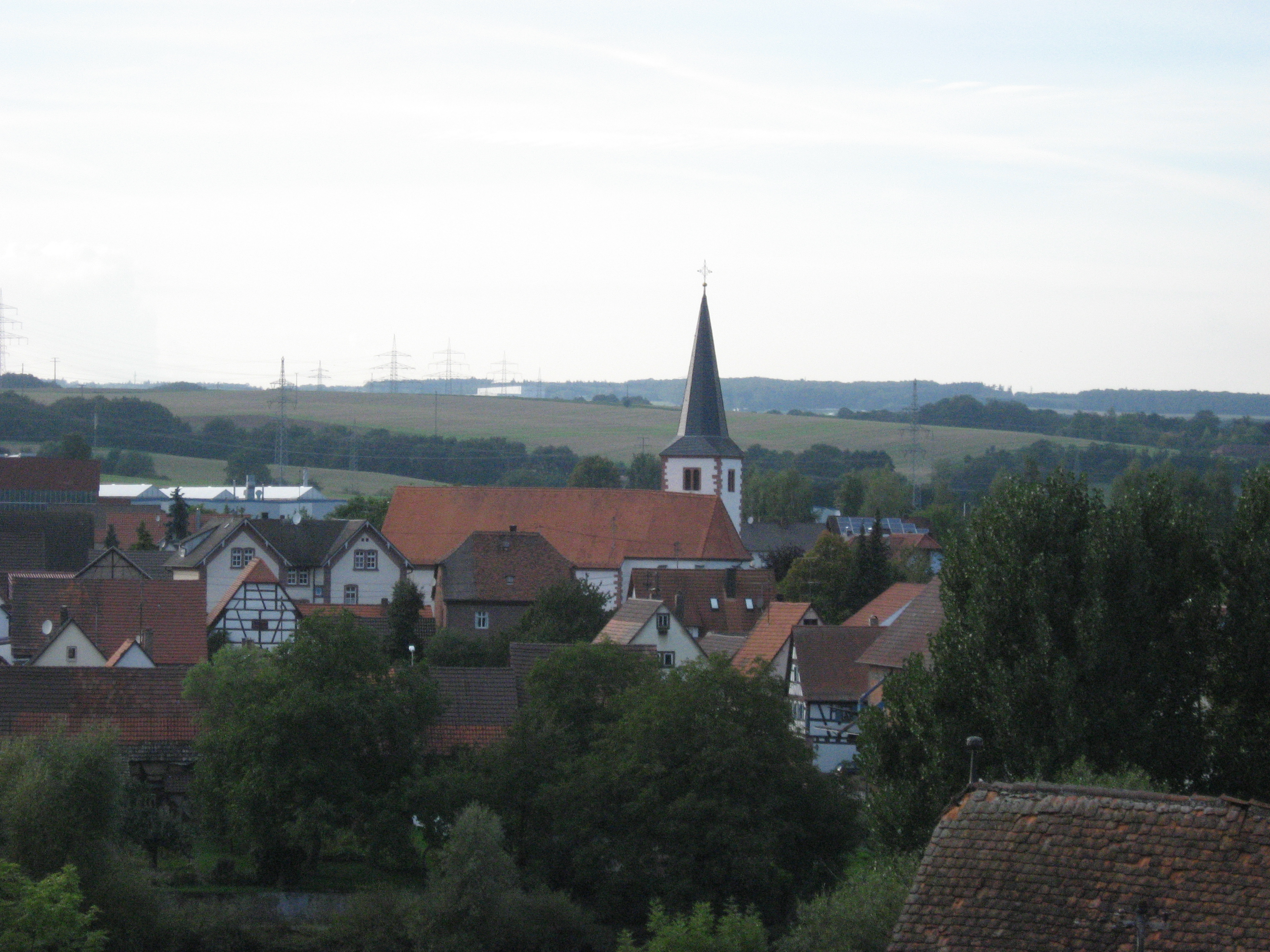
トレンフェルト
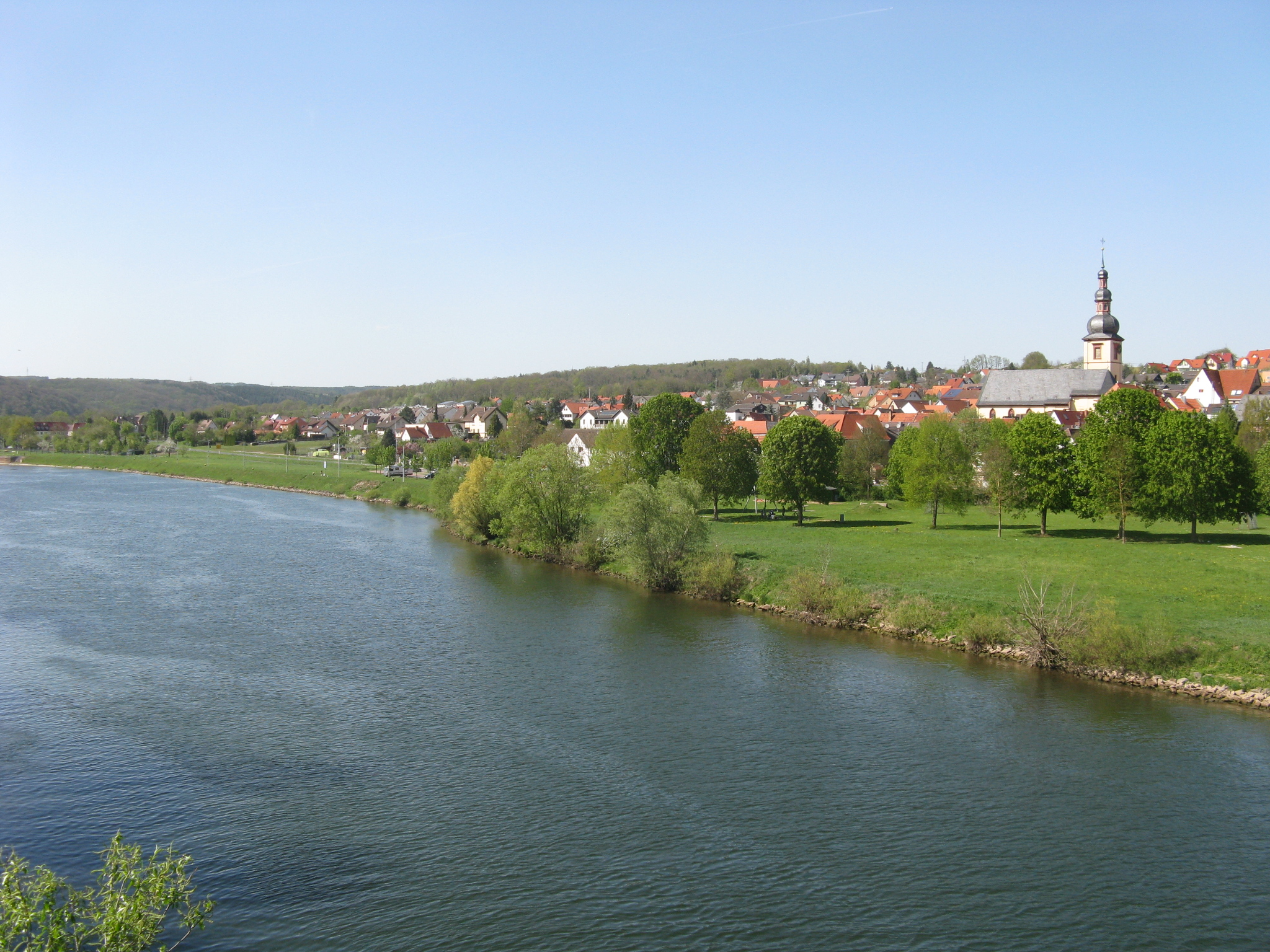
レングフルト
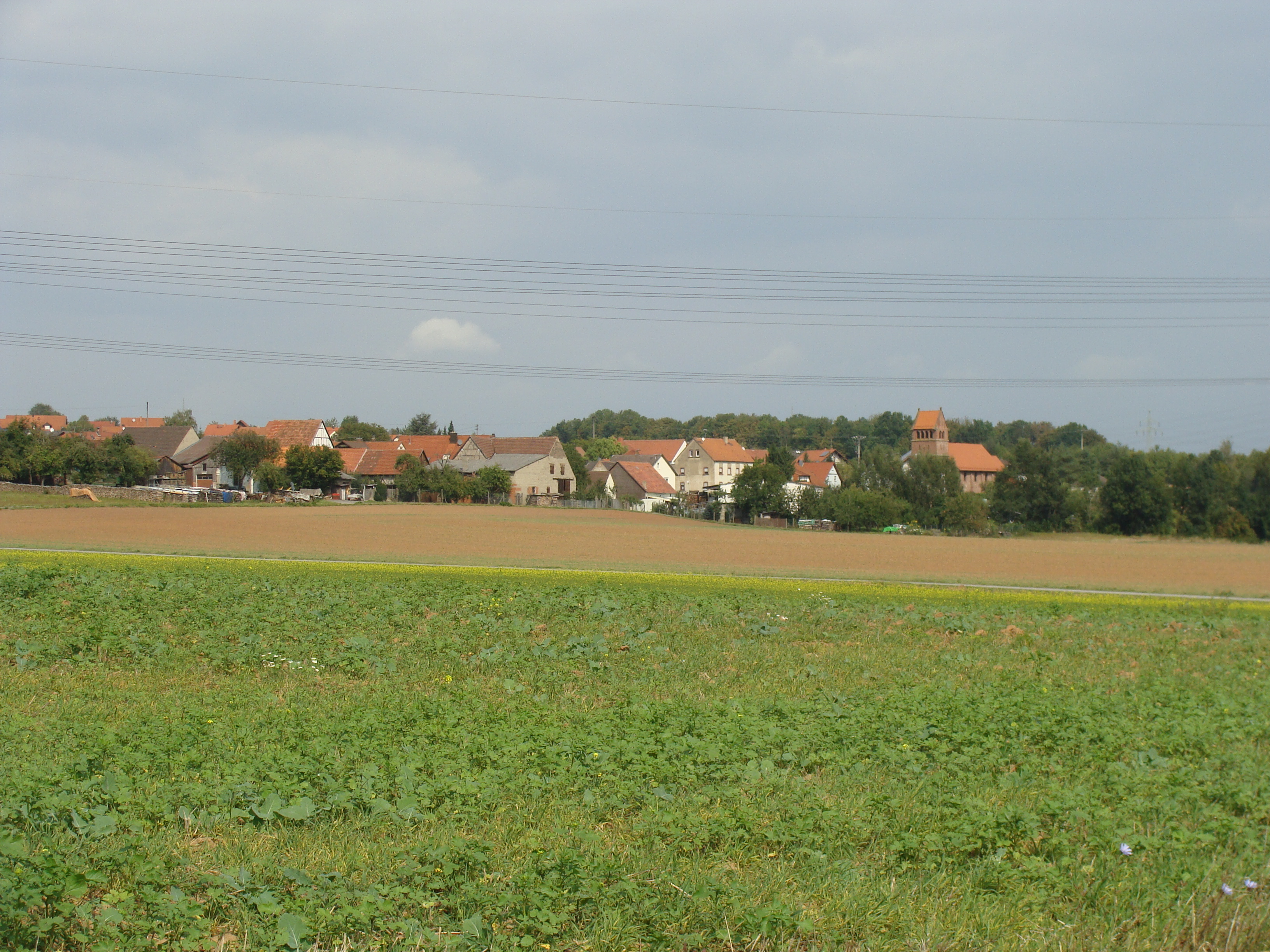
レッタースハイム
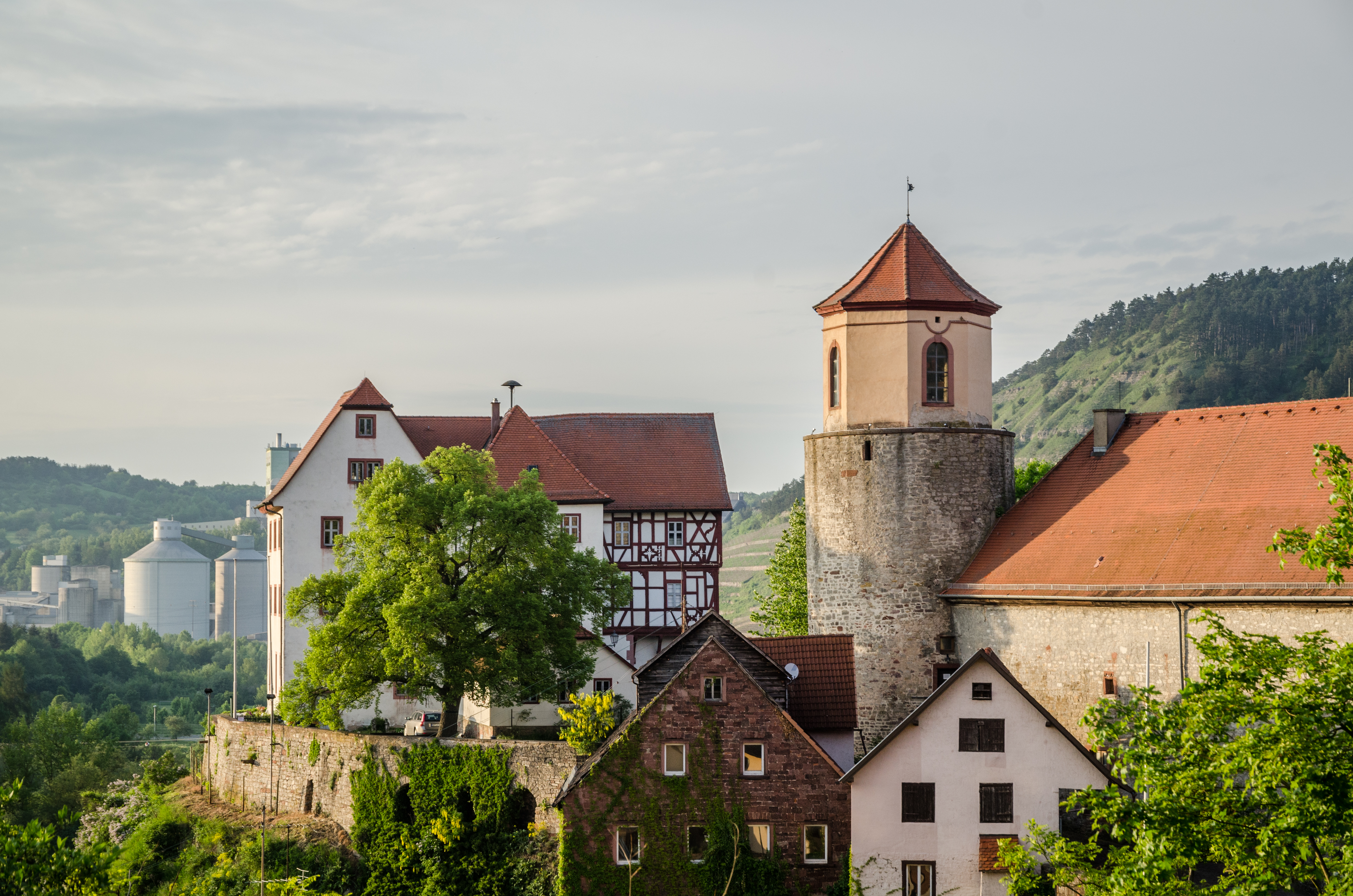
ホムブルク・アム・マイン

### 隣接する市町村
|                        | マルクトハイデンフェルト              | エルレンバッハ・バイ・ マルクトハイデンフェルト |
| クロイツヴェルクハイム |                                       | レムリンゲン （ヴュルツブルク郡）               |
|                        | ヴェルトハイム （マイン＝タウバー郡） | ホルツキルヒェン （ヴュルツブルク郡）           |

- 郡名が明記されていない町村および地区はいずれもマイン＝シュペッサルト郡に属す。
- 地名の後に「*」があるのは、市町村に属さない地域である。

## 歴史

### 自治体の成立まで
中世に建設されたノイエンブルク城は、塔の丘陵と本城の2つの部分からなっていた城塞で、トリーフェンシュタイン修道院の北 750 m に位置している。城は、縄張りの遺構がわずかに遺るだけだが、トリーフェン文化の道沿いに歩いて行くことができる。この城は、おそらく、ヴュルツブルク司教領のミニステリアーレであったラインシュタイン家によって建設された。13世紀と14世紀に2度にわたって破壊され、1594年のプフィンツィング＝アトラスにはすでに「Alt-Purgstal」（廃城）と記述されている。
1102年に創設されたトリーフェンシュタイン修道院領（レッタースハイムを含む）とトレンフェルトは、1803年の帝国代表者会議主要決議によってレーヴェンシュタイン＝ヴェルトハイム伯領となり、1806年にアシャッフェンブルク侯国領となった。ヴュルツブルク司教領のアムト・ホムブルクは1803年に年金と引き替えにバイエルン大公領となったが、1805年にヴュルツブルク大公国に編入された。現在の町域は、1814年から1816年までの間に全域がバイエルン王国領となった。バイエルンの行政改革に伴う1818年の自治体令によりレッタースハイム、ホムブルク・アム・マイン、レングフルト、トレンフェルトの自治体が形成された。これらの自治体が、市町村再編により1978年に合併した。この地域の歴史は6世紀以上の間アウグスチノ会トリーフェンシュタイン聖堂参事会と密接に結びついており、新しい町名にその名が採用された。
マイン川沿いの高台に建つ城塞ホムブルクは993年に初めて文献記録が遺っており、ヴュルツブルク司教の権力範囲の重要な前哨であった。レングフルト（「長い渡渉地」と意味する）は1102年のトリーフェンシュタイン修道院設立とともに歴史に登場する。レッタースハイム（おそらく古代フランク人「Radheri」の集落を意味する）は1284年の記録が知られている。トレンフェルト（古くは Trieffenvelt で、「水浸しの土地」を意味する）は、1007年に創設されたバンベルク司教区に属す帝国領として記録されている。
市場町トリーフェンシュタインの紋章には、下部に十字に組み合わされた鍵が描かれている。これはトリーフェンシュタイン修道院の紋章に用いられていたデザインで、教会の守護聖人である聖ペテロと聖パウロを表している。聖ペテロは、カトリックの教義によれば天国への鍵を持っている。古い交易街道ヴィア・プブリカは、修道院の麓で、重要地点 (ドイツ語: Schlüsselstelle) のマイン川を渡る。修道院の紋章の鍵 (ドイツ語: Schlüssel) は、おそらく839年にはすでには成立していたヴィア・プブリカをも表している。
マイン川の橋は、1904年に初めてレングフルト近郊に架けられた。
遅くとも19世紀初めにはホムブルク地区にユダヤ人家族が住んでいた。彼らはコミュニティを形成しており、1873年にシナゴーグを建設した。1938年11月の排斥運動（水晶の夜）の後、12月25日にSA-隊員がシナゴーグに放火した。その後マインタール通り26番地のオフィスビルにこの事件に対する記念プレートが掲げられた。

### 自治体形成
バイエルン州の地域再編に伴い、1978年5月1日に市場町ホムブルク・アム・マインとレングフルト、トレンフェルト、レッタースハイムが廃止され、市場町トリーフェンシュタインとして統合された。トレンフェルトはその領域内のトリーフェンシュタイン修道院から町名を、ホムブルクは市場町の地位を与え、最大の集落であるレングフルトは新しい自治体の中心地となった。

## 住民

### 人口推移
1988年から2018年までの間にこの町の人口は3,521人から4,380人に859人、約 24.4 % 増加した。これはマイン＝シュペッサルト郡で最も高い増加率であった。
| 年   | 人口（人） | 1年あたりの増減率 |
| ---- | ---------- | ----------------- |
| 1961 | 4,333      | -                 |
| 1970 | 3,502      | -2.1 %            |
| 1987 | 3,530      | ±0.0 %            |
| 1991 | 3,754      | +1.6 %            |
| 1995 | 4,005      | +1.7 %            |
| 2000 | 4,201      | +1.0 %            |
| 2005 | 4,363      | +0.8 %            |
| 2010 | 4,340      | -0.1 %            |
| 2015 | 4,332      | ±0.0 %            |

## 行政

### 首長
2020年5月1日からケルスティーン・デッケンブロックが町長を務めている。彼女は、2020年3月29日の決選投票で 65.30 % の票を獲得して町長に選出された。

### 議会
市場町トリーフェンシュタインの町議会は16議席で構成される。

### 紋章
現在の紋章は、認可されたのは1981年であるが、1978年からトリーフェンシュタインの公式な紋章として用いられている。
図柄: 銀の波帯で青地と赤地に上下二分割。上部は、金のオッテルンガーベル（直訳:「カワウソのフォーク」、三叉のフォーク状の図形）の両側に1輪ずつ金の蕊と萼をつけた紋章デザイン化された銀のバラが描かれている。下部は斜め十字に組み合わされた金と銀の鍵。
この紋章は旧町村やアウグスチノ会トリーフェンシュタイン聖堂参事会の紋章デザインを採り入れている。十字に組み合わされた鍵は、1803年まで存在していたトリーフェンシュタイン修道院の紋章である。銀と赤の配色は、長年にわたってアムト・ホムブルクが属していたヴュルツブルク司教領の色である。青色はいくつかの旧町村で紋章に用いられていた。1556年までレングフルトなどの領主であったヴェルトハイム伯の紋章からは、紋章デザイン化されたバラがレングフルトの紋章に、さらにはトリーフェンシュタインの紋章に採用された。金のオッテルンガーベルはトレンフェルトとホムブルクの紋章から採られた。この意匠はマイン川やクロスターゼーでの漁業を表している。トリーフェンシュタインを貫いて流れるマイン川は紋章中央の波帯によって表現されている。

### 姉妹自治体
- ヴァシー（フランス、カルヴァドス県）2013年

2016年からは ヴァルダリエールに編入され、ヴァルダリエールがこれを引き継いでいる。

## 経済と社会資本

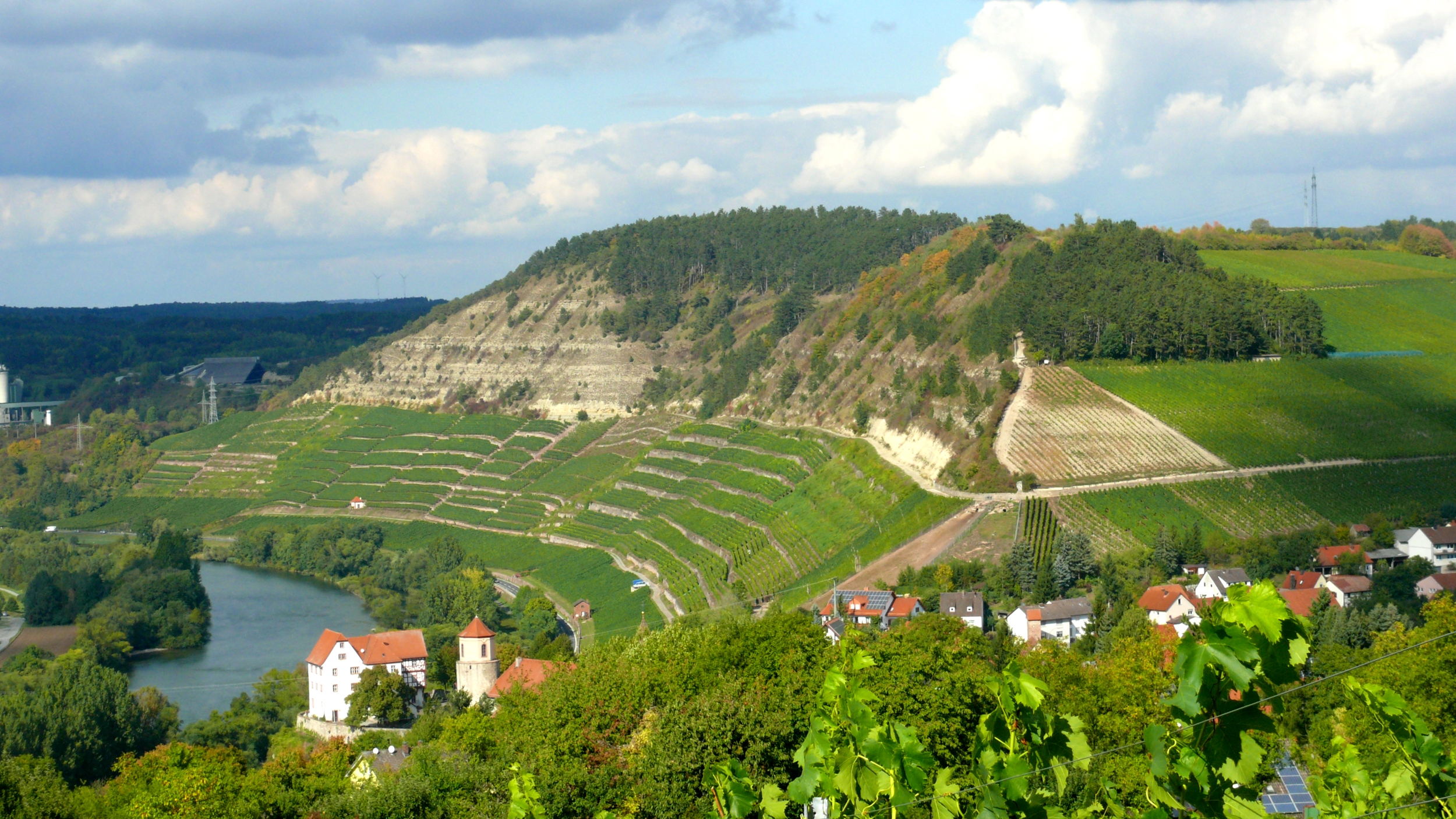
ホムブルク・アム・マイン近郊のブドウ畑

### 経済構造
公式統計によれば、2018年6月30日時点でこの町で働く社会保険支払い義務のある就労者は746人で、このうち農林業に13人、製造業に287人、商業および交通業に237人が従事していた。一方この町に住む社会保険支払い義務のある就労者は2,018人であった。さらに2016年には21軒の農家があった。この年の農業用地は841 ha で、このうち農耕地が 684 ha、牧草地や放牧地などの緑地が 136 ha であった。

### 交通
トリーフェンシュタインへは、連邦アウトバーン A3号線（マルクトハイデンフェルト・インターチェンジおよびヴェルトハイム＝レングフルト・インターチェンジ）経由で到着することができる。

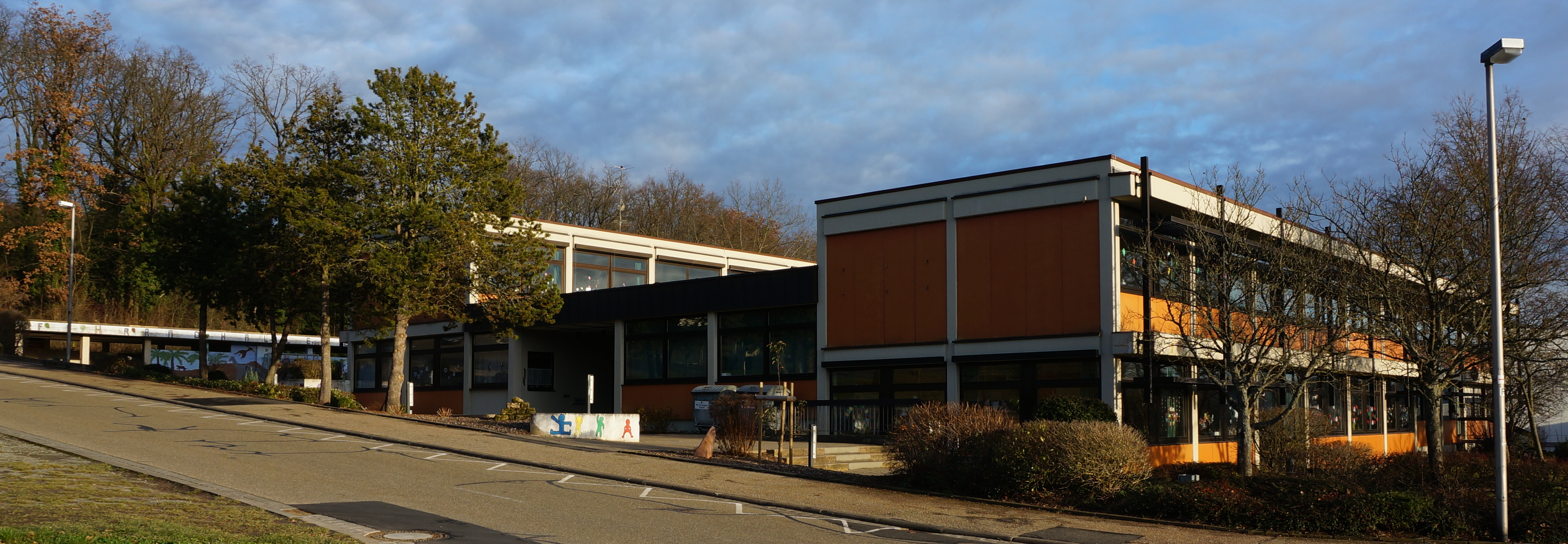
基礎課程学校

### 教育
この町には以下の教育施設がある。
- 幼稚・保育園。4園。合わせて定員246人に対して園児数は180人（2019年現在）[14]。
- 基礎課程学校。専任教員数9人、児童数137人（2019/2020年）[15]。

## 人物

### ゆかりの人物
- ブルクハルト（ドイツ語版、英語版）（683年 - 755年）南西イングランド出身のベネディクト会宣教師。初代ヴュルツブルク司教。ホムブルク・アム・マインで亡くなった。
- ジュゼッペ・アッピアーニ（ドイツ語版、英語版）（1706年 - 1785年）トリーフェンシュタイン修道院教会のフレスコ画家。トリーフェンシュタインで亡くなった。
- ヤヌアリウス・ツィック（ドイツ語版、英語版）（1730年 - 1797年）バロック後期の画家。トリーフェンシュタイン修道院のフレスコを描いた。
- ミヒャエル・フックス（ドイツ語版、英語版）（1982年 - ）バドミントン選手。レングフルトで育った。